# クロウバラ
クロウバラ（Crowborough）はイギリス、イースト・サセックス州ウィールデン・ディストリクトにあるタウン、行政教区。アッシュダウンの森の端に位置しており、ロイヤル・タンブリッジ・ウェルズから南西7マイル（11km）の位置にある。人口はおよそ21,000人。

## 歴史

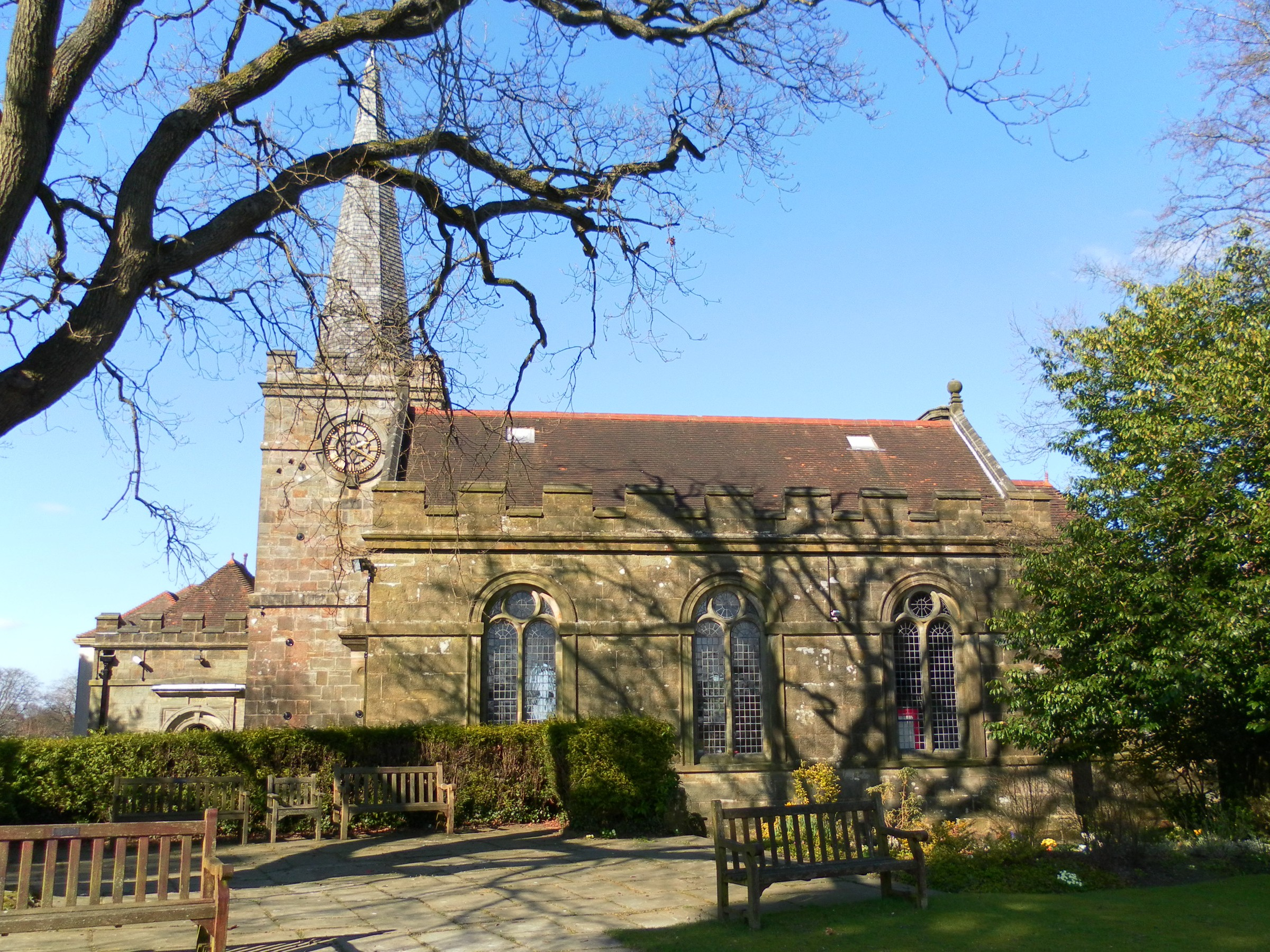
諸聖人教会

地名に関しては数多くの表記揺れが存在するが、クロウは古英語で黄金色を意味し、バーグは丘を意味する。クロウバラ・ビーコン地区にはハリエニシダが多く生えており、その黄色い花を連想したのかもしれない。
1734年、地元の篤志家であるヘンリー・ファーマー卿はロザーフィールドまたはクロウバラとアッシュダウンの森に住む「非常に無知で異教徒の多い人々」のために教会と学校を設立するための資金を提供した。これによって設立された諸聖人教会と小学校は現在でも残っている。
1878年には鉄道が開通し、これによって町は非常に発展した。1880年には地元の諸聖人教会がロザーフィールド教区から独立した別の教区になるほど町が発展した。
19世紀後半、クロウバラはその高い標高、なだらかな丘陵、周囲の森林などから健康的なリゾート地として宣伝された。不動産業者は、この町を「サセックスのスコットランド」と呼んだほどで、1895年にはゴルフ場、1900年には消防署と病院が建設された。
1942年から1982年まで、第二次世界大戦中はアスピディストラ送信機、戦後はBBC External Service broadcast to Europe送信機など、著名なラジオ送信機が置かれていた。

## 政治行政
以前はロザーフィールドの一部であったクロウバラだったが、1880年には独立した小教区となった。1905年には行政教区が設立され、1988年には教区議会が町議会に改名された。
2012年までは南へ14マイル（22km）離れたヘイルシャムとウィールデン・ディストリクトの行政機能を分担していたが、それ以降は全機能がヘイルシャムへ移された。一方でイースト・サセックス州は依然としてこの地のパイン・ブローヴ・ビルに州立図書館を置いている。2014年7月、町のコミュニティ協会は図書館を残し、残りの部分を起業支援スペースとするために同ビルへ入札を行った。

## 地理
クロウバラはイースト・サセックス州北部に位置し、ケント州境との距離は4マイル（6km）である。ロンドン中心部からは南へ35マイル（57km）離れている。最も近い主要都市はロイヤル・タンブリッジ・ウェルズで北東7マイル（12km）、ブライトンは南西21マイル（34km）、クローリーは西に16マイル（26km）、州都のルイスは南西15マイル（24km）の位置にある。
クマのプーさんの舞台のモデルとなったアッシュダウンの森の東端に位置する。
町内の最高地点は海抜242mあり、これはハイ・ウィールドで最高、イースト・サセックス州内でも2番目（1位はディッチリング・ビーコン）の高さである。またプロミネンスは159m。

## 交通
主要幹線道路はA26。この道路を北西に進むとロイヤル・タンブリッジ・ウェルズやトンブリッジへ行くことができ、南へ進むと途中ルイスを経由してニューヘイブンへ行くことができる。
鉄道ではオクステッド線のクロウバラ駅があり、ロンドン・ブリッジ駅まで1時間で行くことができる。

## スポーツ
- クロウバラ・アスレティックFC

## ゆかりのある人物
- アーサー・コナン・ドイル - 推理作家
- トム・ベイカー - 俳優
- ダーク・ボガード - 俳優
- デヴィッド・ジェイソン - 俳優
- ロス・ケンプ（英語版） - 俳優
- トム・ドリバーグ（英語版） - ジャーナリスト、政治家
- エドワード・エヴァン・エヴァンズ＝プリチャード - 社会人類学者
- リチャード・ジェフェリーズ（英語版） - 作家
- Jehst - ラッパー
- ケリー・カトーナ - テレビ司会者
- アイザック・ロバーツ（英語版） - アマチュア天文家
- ピアーズ・セラーズ - 宇宙飛行士
- ケヴィン・ブラウンロー - 映画監督

## 姉妹都市
- モンタルジ、フランス
- ホーイッチ（英語版）、イギリス

## 外部サイト
- Crowborough Town Council - 公式サイト